# گرینیارد ۱۰۳۰۵
سیارک ۱۰۳۰۵ (به انگلیسی: 10305 Grignard، نامگذاری:1989YP5) ده هزار و سیصد و پنجمین سیارک کشف شده‌است که در ۲۹ دسامبر ۱۹۸۹ کشف شد.
قدر مطلق سیارک برابر ۱۳٫۶۰ است.